# William Mackenzie (entrepreneur ferroviaire)
Pour les articles homonymes, voir William Mackenzie (homonymie) et Mackenzie.
Sir William Mackenzie, né dans le Canton d'Eldon (en), Canada-Ouest, le 17 ou 30 octobre 1849 et mort à Toronto le 5 décembre 1923, est un entrepreneur ferroviaire canadien.

## Biographie
Né près de Peterborough, Canada-Ouest (maintenant l'Ontario), Mackenzie est devenu un professeur et homme politique avant de se lancer en affaires, d'abord comme propriétaire d'une scierie et moulin de Kirkfield, Ontario. Il entra dans les affaires des chemins de fer en tant que entrepreneur pour l'ingénieur civil James Ross, qui travaillent sur des projets en Ontario, en Colombie-Britannique, dans le Maine, et dans les Territoires du Nord-Ouest (aujourd'hui la Saskatchewan et de l'Alberta) entre 1874 et 1891.
En partenariat avec son mentor James Ross, Mackenzie est devenu propriétaire de la Toronto Street Railway (en) (précurseur de la Commission de transport de Toronto) entre 1891 et 1899 et a cofondé la Brazilian Traction Light and Power Co. Ltd. (BRASCAN), dont il était le premier président,. En 1895, en collaboration avec Donald Mann (en), Mackenzie a commencé à acheter ou à construire des lignes de chemin de fer dans les prairies canadiennes, qui formaient la Canadian Northern Railway (CNoR), une société qui s'étendait de l'île de Vancouver à l'île du Cap-Breton et formaient le deuxième chemin de fer transcontinental  du Canada. Il a donné sa chance à l'homme d'affaires Pat Burns en lui donnant une série de contrats pour l'approvisionnement de la nourriture pour les contrats de chemin de fer. Burn construira l'un des plus grands empires de viande du monde.
En 1904, le typographe Trefflé Berthiaume, alors propriétaire de La Presse, vend le journal au financier David Russell pour la somme de 700 000 $. Le journal est racheté peu de temps après par Mackenzie et Mann. Berthiaume regrette la transaction et au cours des mois suivants, il supplie Wilfrid Laurier d'intercéder auprès des nouveaux propriétaires afin qu'ils consentent à lui remettre son journal.
Mackenzie et Mann ont été anoblis en 1911 pour leurs efforts dans l'industrie ferroviaire, mais des difficultés financières et personnelles ont conduit l'entreprise à la faillite de la CNoR. Le système ferroviaire fut nationalisé par le gouvernement fédéral le 6 septembre 1918, et par la suite est devenu une partie du Canadien National.
Mackenzie est mort à Toronto, en Ontario, le 5 décembre 1923. Il a été intronisé dans le Temple de la renommée des chemins de fer du Canada en 2002 avec son partenaire Mann.